# Santa Rosa (Napo)
Santa Rosa ist eine Ortschaft und eine Parroquia rural im Kanton El Chaco der ecuadorianischen Provinz Napo. Die Parroquia hat eine Fläche von 307,3 km². Die Einwohnerzahl lag im Jahr 2010 bei 1243. Die Parroquia wurde am 30. April 1969 gegründet.

## Lage
Die Parroquia Santa Rosa liegt an der Ostflanke der Cordillera Real. Die 1400 m hoch gelegene Ortschaft Santa Rosa befindet sich am linken Flussufer des Río Coca (Río Quijos). Der Ort liegt 4 km nordöstlich vom Kantonshauptort El Chaco. Die Fernstraße E45 (Tena–Nueva Loja) führt an Santa Rosa vorbei. Die Parroquia wird im Südosten vom Río Quijos begrenzt. Dessen linke Nebenflüsse Río Oyacachi und Río Salado begrenzen das Areal im Südwesten und im Nordosten.
Die Parroquia Santa Rosa grenzt im Nordosten und im Südosten an die Parroquia Gonzalo Díaz de Pineda, im Süden an die Parroquia El Chaco sowie im Westen an die Parroquia Oyacachi.

## Ökologie
Das Areal liegt mit Ausnahme eines Uferstreifens entlang dem Río Quijos innerhalb des Nationalparks Cayambe Coca.